# Лок, Джо
Джо́зеф Уи́льям Лок (англ. Joseph William Locke, род 24 сентября 2003 года, Дуглас, Остров Мэн) — английский актёр, наиболее известный по роли Чарли Спринга в сериале Netflix «Трепет сердца».

## Ранняя жизнь
Лок родился и вырос в городе Дуглас, остров Мэн. Посещал среднюю школу Баллакермин. В апреле 2022 года он рассказал в программе «This Morning» на телеканале ITV, что готовится к экзаменам A-Level по таким предметам, как политика, история и английский язык.
Во время учёбы в средней школе Лок и трое его сокурсников подали петицию властям острова Мэн с просьбой рассмотреть возможность приёма сирийских беженцев.

## Карьера
Лок участвовал в театральном фестивале Connections в 2020 году, а также в постановках театра Gaiety и в деятельности молодёжной группы Kensington Art Centre.
В апреле 2021 года было объявлено, что Лок исполнит роль Чарли Спринга в своей дебютной телевизионной работе — сериале Netflix «Трепет сердца», экранизации одноименного веб-комикса и графического романа Элис Осман. Его выбрали из 10 000 кандидатов на открытом кастинге.
В ноябре 2022 года стало известно, что Лок получил роль в сериале Marvel Studios «Это всё Агата» для Disney+
В январе 2024 года дебютировал на Бродвее в постановке «Суини Тодд, демон-парикмахер с Флит-стрит» в роли Тобиаса Рагга.

## Личная жизнь
Лок является открытым геем. 
В августе 2022 года министр здравоохранения острова Мэн Лори Хупер объявил о пересмотре запрета на донорство крови геями. Это произошло после видеопослания Лока на ежегодном праздновании прайда в Дугласе, где он призвал отменить архаичное правило.

## Фильмография

### Кино и телевидение
| Год       |   | Русское название | Оригинальное название | Роль                                    |
| --------- | - | ---------------- | --------------------- | --------------------------------------- |
| 2022—2024 | с | Трепет сердца    | Heartstopper          | Чарли Спринг                            |
| 2024      | с | Это всё Агата    | Agatha All Along      | Мальчишка/Уильям Каплан/Билли Максимофф |

### Театр
| Год  | Русское название                          | Оригинальное название                          | Роль        | Площадка         |
| ---- | ----------------------------------------- | ---------------------------------------------- | ----------- | ---------------- |
| 2022 | Испытания                                 | The Trials                                     | Ноа         | Donmar Warehouse |
| 2024 | Суини Тодд, демон-парикмахер с Флит-стрит | Sweeney Todd: The Demon Barber of Fleet Street | Тобиас Рагг | Лант-Фонтэнн     |

## Награды
Полный список наград и номинаций на IMDb.
| Год  | Награда                  | Категория                                             | Работа        | Результат |
| ---- | ------------------------ | ----------------------------------------------------- | ------------- | --------- |
| 2025 | Премия «Независимый дух» | Лучший прорыв в новом сериале                         | Это всё Агата | Номинация |
| 2025 | Премия «Сатурн»          | Лучшая роль молодого актёра или актрисы в телесериале | Это всё Агата | Номинация |